# Sho-Bud
Sho-Bud è un marchio di produttori di pedal steel guitar. I fondatori erano SHOt Jackson e BUDdy Emmons, entrambi musicisti di Pedal Steel, attivi nel 1950. Negli anni settanta hanno anche ampliato la loro linea e offerto chitarre acustiche. Hanno anche creato una linea di chitarre risonanti in collaborazione con Gretsch con il nome di Sho-Bro, un gioco di parole su Dobro. Il marchio è di proprietà di Gretsch e non ci sono modelli in produzione.

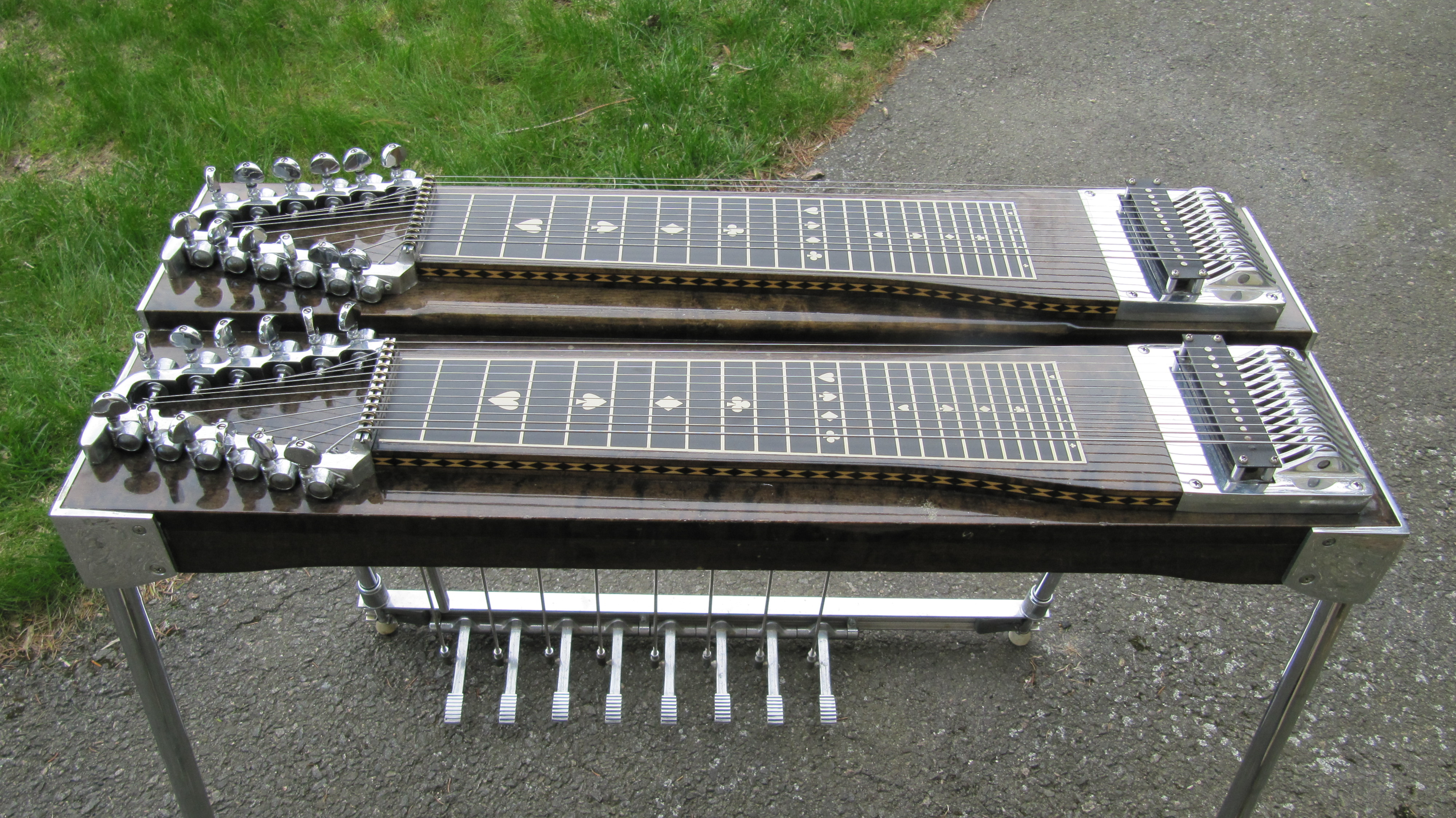
1979 Sho-Bud Double 12

## Storia
- Nei primi del 1950 Shot installa dei pedali per tirare le corde su Fender, Rickenbacker, e altre steel guitars.
- 1955 Buddy Emmons si associa a Shot per fondare la Sho-Bud.
- 1963 I figli di Shot, David e Harry, accompagnano Shot a fondare Sho-Bud Steel Guitars.[1]
- Duane Marrs entra nella compagnia.
- 1963 Buddy Emmons lascia la Sho-Bud per fondare la sua Emmons Guitar Company con Ron Lashley[2]

## Modelli di Pedal steel Guitar
I modelli prodotti includono il Maverick, la Pro I, II Pro, Pro III, Super Pro e LDG Lloyd Verde.